# Minimización de residuos

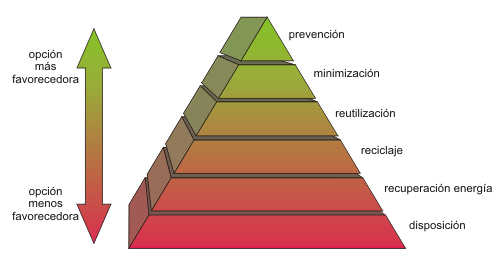
La jerarquía del residuo.

La reducción de residuos es el proceso y la política de reducir la cantidad de residuos producidos por una persona o una sociedad.
La minimización de residuos implica esfuerzos para minimizar recursos y el uso de energía durante la fabricación. Con el mismo volumen de producción comercial, generalmente una menor cantidad de material usado conlleva a una menor cantidad de residuos producidos. Usualmente la minimización de residuos requiere conocimientos en el proceso de producción, seguir los materiales desde su extracción hacia su vuelta a la tierra y conocer detalladamente la composición del residuo.

## La fuente de basura
La principal fuente de basura varía de país en país. En el Reino Unido, la mayoría de los residuos vienen de la construcción y demolición de edificios, seguidos por la minería y explotación de canteras, industria y comercio. La basura hogareña constituye una pequeña proporción de todos los residuos. Las razones en la creación de residuos a veces se deben a requerimientos en la cadena de producción. Por ejemplo, una compañía que tiene un producto a empaquetar puede insistir en que este sea envasado de cierta manera debido a su equipo de envasado (tal vez no siendo este modo en que minimiza más los residuos).

## Jerarquía del residuo
Según la jerarquía de los residuos, la forma más efectiva para aproximarse al tratamiento de los residuos está en la parte más alta (la prevención). En contraste a la minimización de residuos, la gestión de residuos se localiza en el procesamiento de los residuos luego de ser creados, concentrándose en reutilizar, reciclar, y la conversión de residuos a energía.

## En industrias
Usando en industrias, un más eficiente proceso de fabricación y mejores materiales reduciría la producción de residuos. La aplicación de técnicas de minimización de residuos ha dado al desarrollo de innovadoras y comercialmente exitosos reemplazos de productos. La minimización de residuos ha probado beneficios a la industria y al medio ambiente.
La minimización de residuos requiere inversión, que generalmente es compensada con los ahorros de su aplicación. De cualquier manera, la reducción de residuos en un sector de la producción puede crear residuos de producción en otro sector.
Existen incentivos del gobierno para la minimización de residuos, que se focalizan en los beneficios medioambientales de adoptar estas estrategias. En el Reino Unido, muchos esquemas piloto como The Catalyst Project y el Dee Waste Minimisation Project, han demostrado eficacia en estas políticas. Catorce compañías en Merseyside tomaron parte en el Catalyst Project; el proyecto ha generado ahorros por 9 millones de libras y reducido de los vertederos de residuos 12.000 toneladas por año.

### Procesos
La siguiente es una lista de procesos minimización de residuos:

#### Optimización de recursos
Minimizando la cantidad de residuos producidos por organizaciones o individuos va mano a mano con optimizar el uso de materias primas. Por ejemplo, un modista podrá disponer de un patrón en la longitud de la tela de una manera tal que la prenda a ser cortada sea la menor área de la tela posible (ahorrándose así posibles recortes adicionales de tela).

#### Reutilizar el material de desecho
Los desechos pueden ser inmediatamente reincorporados al principio de la línea de producción de esta manera no se transforman en residuos de producción. Muchas industrias hacen esto rutinariamente; por ejemplo, las papeleras vuelven cualquier rollo de papel defectuoso al principio de la línea de producción, y en la fabricación de productos plásticos, recortes y desechos son reincorporados a nuevos productos.

#### Mejoras en el control de calidad y procesos de monitoreo
Se pueden tomar pasos para asegurarse de que el número de lotes rechazados es mantenido al mínimo. Esto es logrado incrementando la frecuencia de inspecciones y en número de puntos de inspección. Por ejemplo, instalando equipos de monitoreo automático puede ayudar a identificar problemas de producción en una fase temprana.

#### Intercambio de desechos
Aquí es donde el producto de desecho de un proceso se convierte en la materia prima para un segundo proceso. El intercambio de desechos representa otra forma de reducir volúmenes y de eliminación de residuos para uno que no puede ser eliminado.

#### Envío al punto de uso
Esto implica hacer envíos de materias primas recién llegadas o componentes directamente a su punto de ensamblaje o uso en el proceso de fabricación para minimizar el manejo y el uso de envoltorios de protección, o cajas.

### Diseño del producto
La minimización de residuos y maximización de recursos para productos manufacturados pueden fácilmente ser hechos en la fase de diseño. Reduciendo el número de componentes usados en el producto o haciéndolo más fácil de desmontar para ser reparado o reciclado al final de su vida útil.
En algunos casos, lo mejor puede ser no minimizar el volumen de materias primas usadas para hacer un producto, pero en vez de eso reducir el volumen o toxicidad del desecho creado al final de la vida útil del producto, o el impacto medioambiental del uso de este producto. (Ver la sección Durabilidad).

#### Montaje del uso previsto
En esta estrategia, productos y envases están óptimamente diseñados para encontrar su uso previsto. Esto se aplica especialmente a los materiales de envasado, que devén durar solo lo necesario a su fin propuesto (contener el producto). Pero por otro lado, puede ser más útil si la comida es protegida, ya que tiene los recursos consumidos y la energía de su fabricación, y puede ser dañada o estropeada por extremas medidas para reducir el uso de papel, metales, vidrios o plásticos en su envasado.

#### Durabilidad
Mejorar la durabilidad de los productos, como extender de 12 a 15 años la vida útil de una aspiradora, puede reducir residuos y usualmente mejora mucho más la optimización de recursos.
Pero en ciertos casos tiene un negativo impacto medioambiental. Si un producto es demasiado durable, su reemplazo con una tecnología más eficiente es probable que sea retrasado. Por ejemplo, un lavarropas producido 10 años atrás puede usar el doble de agua, detergente y energía que uno producido en la actualidad. Por lo tanto, extender a una vieja máquina su vida útil puede colocar una carga más pesada al medioambiente que desguazarla, reciclar sus metales y comprar un nuevo modelo. Similarmente, vehículos viejos consumen más gasolina y producen más emisiones que los más modernos.
La mayoría de los que proponen la minimización de residuos consideran que "el camino hacia delante, es ver a todos los productos manufacturados el final de su vida útil, como fuente de reciclaje y reutilización en vez de residuos". Reciclar un producto es más fácil si este es construido con pocos materiales. Los constructores de automóviles han reducido recientemente el número de variantes de plásticos utilizados en sus autos de veinte o más a tres o cuatro, para facilitar el recuperado de plásticos de autos desguazados. De cualquier modo, excepciones (como tener combinaciones de papel y plástico o cubiertas de plástico en el vidrio) existen, y podría permitir a un producto cumplir su función con el mínimo de recursos.
En la fabricación de vidrio retornables, botellas lo suficientemente fuertes para resistir varios viajes entre el consumidor y la embotelladora requieren hacer la botella gruesa y pesada, lo que aumenta los recursos necesarios para el transporte. Ya que el transporte tiene un gran impacto medioambiental, una cuidadosa evaluación es requerida en el número de viajes de vuelta que las botellas hacen. Si la botella retornable es descartada luego de unos pocos rellenados, los recursos desperdiciados pueden ser mayores que si la botella fue diseñada para un solo viaje.

## En los hogares
Esta sección detalla algunas técnicas de minimización de residuos para los hogares.
Cantidades adecuadas y tamaños se pueden elegir en la compra de mercancías; comprar grandes latas de pintura para pequeños trabajos de decoración o comprar grandes cantidades de comida que no puede ser completamente consumida crea residuos innecesarios. También, si un paquete o lata va a ser desechado, cualquier contenido remanente debe ser removido antes que este sea reciclado.
El compost casero, la práctica de volver desechos de comida y del jardín en compost y puede ser considerado una forma de minimización de residuos.
Los recursos que los hogares usan se pueden reducir considerablemente con la utilización seria de la electricidad (ej: apagar las luces y equipos cuando no son necesarios) y reduciendo el número de viajes que realiza el automóvil. Los individuos pueden reducir la cantidad de basura que crean comprando menos productos y de mayor vida útil. Reparando los objetos rotos y ropas desgastadas también contribuyen a minimizar los residuos caseros. Los individuos pueden reducir el uso del agua, caminar o ir en bicicleta en vez de utilizar el automóvil (ahorrando así el uso de combustible y reduciendo las emisiones).
En una situación doméstica, el potencial para minimizar es a menudo dictado por el estilo de vida. Algunas personas ven como un desperdicio el comprar nuevos productos solamente para seguir la moda cuando los viejos productos siguen siendo usables. 
La cantidad de basura que un individuo produce es una pequeña porción de todos los residuos que la sociedad produce, una reducción de los residuos personales produce un bajo impacto en el volumen final de todos los residuos. Sin embargo, la influencia sobre la política se puede ejercer en otros ámbitos. Mayor concientización de los consumidores sobre el impacto y poder de ciertas decisiones de compra, permite a la industria e individuos cambiar el total de los recursos de consumo. Los consumidores pueden influenciar a los fabricantes y distribuidores por evitar comprar productos que no tienen ecolabel (etiqueta que mide el grado de energía o contaminación que produjo fabricar el producto), que no es obligatoria, o eligiendo productos que minimizan el envasado. En el Reino Unido, PullApart  (el grado de reciclabilidad del envasado del producto) combina las perspectivas de medioambiente y consumidor, en un sistema de clasificación de envases en la recolección de basura para minimizar los residuos.